# خريف شجر التفاح (فلم)
خريف شجر التفاح هو فيلم مغربي 2020 من إخراج محمد مفتكر. افتتح الفيلم المهرجان القومي للسينما في طنجة وعُرض في مهرجان القاهرة السينمائي الدولي.

## الملخص
سليمان فتى صغير لم يعرف أمه قط، وقد تبرأ منه والده. يشرع في التحقيق ومعرفة ما حدث بالفعل قبل ولادته.

## فريق العمل
- فاطمة خير
- سعد تسولي
- نعيمة لمشرقي
- محمد تسولي
- حسن باديدا
- أيوب ليسوفي
- أنس بجودي

## الجوائز والأوسمة
2020 المهرجان الوطني للسينما في طنجة:
- الجائزة الكبرى
- أفضل صورة

## روابط خارجية
- L'Automne des Pommiers - IMDb